# سیارک ۳۸۰۰
سیارک ۳۸۰۰ (به انگلیسی: 3800 Karayusuf، نامگذاری:1984AB) سه هزار و هشتصدمین سیارک کشف شده‌است که در ۴ ژانویه ۱۹۸۴ کشف شد.
قدر مطلق سیارک برابر ۱۵٫۴۰ است.